# Boško Žunić
Boško Žunić, Jugoslovenski narodni heroj, * 1920, Knin, † 7. junij 1943, Tjentište.
Narodnoosvobodilnemu boju se je priključil januarja 1942; istega leta je postal tudi član KPJ. Umrl je v bitki na Sutjeski leta 1943. Za narodnega heroja je bil proglašen leta 1952.